# Clara Bohitile
Clara Gasebewe Bohitile (sinh ngày 19 tháng 11 năm 1955) là một nữ doanh nhân và cựu chính trị gia người Namibia.

## Cuộc sống và giáo dục ban đầu
Bohitile sinh ngày 19 tháng 11 năm 1955 tại Windhoek. Bà đã theo học tại trường Công giáo ở Old Location, vùng ngoại ô của cư dân da đen của Windhoek cho đến cuối những năm 1950. Bà cũng học tại trường Công giáo La Mã Gunichas gần Gobabis và tại trường trung học Công giáo ở Döbra. Bohitile đã theo học môn Kinh tế gia đình về giáo dục đại học tại Cao đẳng Tshiye và Đại học Vista, cả hai đều ở Nam Phi.
Sau khi tốt nghiệp, Bohitile làm giáo viên tại trường trung học Immanuel Shifidi của Windhoek. Bà cũng bắt đầu một sự nghiệp làm nông nghiệp và trở nên tích cực hơn trong chính trị.

## Sự nghiệp chính trị
Là thành viên của SWAPO, Bohitile là thành viên của Hội đồng Quốc gia lần thứ 2 và thứ 3 từ 1995-2005. Bà cũng từng là Thứ trưởng Bộ Giáo dục và Văn hóa cơ bản từ 1995-2005. Bà tái nhập Quốc hội từ năm 2007-2010 khi bà thay thế Ben Amathila, người đã về hưu. Bà cũng là một thành viên của Ủy ban Trung ương SWAPO.

## Sự nghiệp kinh doanh
Bohitile cũng là một nông dân thương mại nổi tiếng cũng như chính trị gia. Năm 2006, bà được đặt tên là Nông dân mới nổi của năm do Liên minh nông nghiệp Namibia. Vào tháng 9 năm 2010, bà đã làm nên lịch sử khi được bầu vào hội đồng quản trị của MeatCo Namibia. Bà là người phụ nữ đầu tiên được chọn làm chủ tịch hội đồng quản trị MeatCo. Bohitile cũng phục vụ trong hội đồng quản trị của Windhoek Country Club và Casino.